# Lilian Uchtenhagen
Lilian Uchtenhagen (Olten, 7 de septiembre de 1928 - 6 de septiembre de 2016), fue una economista y política suiza. 
Estudió en la Universidad de Basilea y en la Escuela de Economía y Ciencia Política de Londres.
Fue miembro del Consejo Nacional de Suiza y miembro del Partido Socialista. Contrajo matrimonio con el psiquiatra Ambros Uchtenhagen.

## Literatura
- 2016. Christian Baertschi. HLS Uchtenhagen, Lilian
- Lilian Uchtenhagen en Munzinger
- Daniel Gerny, Erich Aschwanden. 2016. Zum Tod von Lilian Uchtenhagen: Ihre Nichtwahl war ein Fanal. Neue Zürcher Zeitung, 34 p.